# STS-53
STS-53 (ang. Space Transportation System) – piętnasta misja wahadłowca kosmicznego Discovery i pięćdziesiąta druga programu lotów wahadłowców.

## Załoga
źródło
- David Walker (3)*, dowódca
- Robert Cabana (2), pilot
- Guion „Guy” Bluford (4), specjalista misji 1
- James Voss (2), specjalista misji 2
- Michael „Rick” Clifford (1), specjalista misji 3

*(liczba w nawiasie oznacza liczbę lotów odbytych przez każdego z astronautów)

## Parametry misji
źródło
- Masa:
  - startowa orbitera: 110 654 kg
  - lądującego orbitera: 87 639 kg
  - ładunku: 11 868 kg
- Perygeum: 365 km
- Apogeum: 376 km
- Inklinacja: 57,0°
- Okres orbitalny: 92,0 min

## Cel misji
Była to ostatnia misja wojskowa wahadłowca – głównym jej celem było umieszczenie na orbicie tajnego satelity USA-89. Był to satelita drugiej generacji wojskowego systemu telekomunikacyjnego Satellite Data System (SDS-2). Oprócz tego wahadłowiec zabrał dwa ładunki nieutajnione i dziewięć eksperymentów, również o charakterze jawnym.